# Trò chơi năm 2008
Trang này liệt kê các board game, trò chơi thẻ bài, wargame, trò chơi mô hình thu nhỏ, và trò chơi nhập vai tabletop xuất bản năm 2008.  Đối với trò chơi điện tử, xem Trò chơi điện tử năm 2008.

## Trò chơi phát hành hoặc phát minh năm 2008
- Arkham Horror: Kingsport Horror (bản mở rộng)
- Arkham Horror: The Black Goat of the Woods (bản mở rộng)
- Axis & Allies Anniversary Edition
- Bonehead
- Carcassonne: Catapult
- Carcassonne: Count, King, and Cult
- Carcassonne: The Cult
- Carcassonne: Cult, Siege and Creativity
- Chandragupta
- Conflict of Heroes: Awakening the Bear!
- Dark Heresy (Warhammer 40,000 Roleplay)
- Dominion
- Eye Know
- Fluxx 4.0
- Keltis
- Le Havre
- Lost Cities: The Board Game
- Monty Python Fluxx
- Munchkin Cthulhu 3 - The Unspeakable Vault
- Munchkin 6: Demented Dungeons
- Munchkin 7: More Good Cards
- Panzer Grenadier: Cassino '44, Gateway to Rome
- Panzer Grenadier: Elsenborn Ridge
- Race for the Galaxy: The Gathering Storm
- Sexy Secrets
- Space Alert
- Tide of Iron: Days of the Fox
- Tide of Iron: Designer Series Vol. 1
- Tide of Iron: Normandy
- Trail of Cthulhu
- Zombies!!! 7: Send in the Clowns

## Giải thưởng trò chơi được trao năm 2008
- Spiel des Jahres: Keltis
- Spiel des Jahres special prize for Best complex game: Agricola
- Kinderspiel des Jahres: Wer war's?
- Mensa Select: AmuseAmaze, Eye Know, Jumbulaya, Pixel, Tiki Topple
- Games: Tzaar

## Sự kiện lớn liên quan đến trò chơi năm 2008
- Cranium, Inc. mua lại bởi Hasbro với giá 77,5 triệu đô la Mỹ.

## Chết
| Ngày       | Tên              | Tuổi | Chức vụ                                                           |
| ---------- | ---------------- | ---- | ----------------------------------------------------------------- |
| 4 tháng 3  | Gary Gygax       | 69   | đồng sáng lập Dungeons & Dragons                                  |
| 19 tháng 4 | Bob Bledsaw      | 65   | Nhà thiết kế trò chơi nhập vai, đồng sáng lập của Judges Guild    |
| 7 tháng 6  | Erick Wujcik     | 57   | Nhà thiết kế trò chơi nhập vai, đồng sáng lập của Palladium Books |
| 23 tháng 7 | N. Robin Crossby | 54   | Nhà thiết kế trò chơi nhập vai, sáng lập tùy chỉnh Hârn           |
| 21 tháng 9 | Brian Thomsen    | 49   | Tiểu thuyết gia, bao gồm Forgotten Realms                         |